# Dirk Demol
Dirk Demol (Kuurne, 4 november 1959) is een voormalig Belgisch wielrenner. Na zijn wielercarrière werd hij actief als ploegleider. Anno 2024 vervult hij deze functie bij Lotto Dstny. 

## Biografie
Als professional wielrenner was Demol actief tussen 1982 en 1995. Hij boekte in deze periode 14 zeges. Zijn grootse overwinning is zijn zege in de Helleklassieker Parijs-Roubaix 1988, waarbij hij won na een ontsnapping van meer dan 200 km. 
In 1996 maakte hij de overgang van renner naar ploegleider bij de Kortrijkse Groeninge Spurters. De stap naar profrenners zette hij in 2000. Hij was achtereenvolgens ploegleider bij Discovery Channel (2000-2007), Quick Step (2008), Astana (2009), Trek-Segafredo (2010-2018), Katjoesja Alpecin (2019) en Israel-Premier Tech (2020-2023). Sinds 2024 werkt hij bij Lotto Dstny.
In 2006 heeft hij het peterschap op zich genomen van de jeugdploeg CT DJ-Matic Kortrijk.

## Palmares

### Overwinningen
1982
Criterium Herne
1983
Kortrijk Koerse
Criterium Wielsbeke
1984
Kortrijk Koerse
Izegem Koers
1986
Rummen
1987
GP Briek Schotte
Stadsprijs Geraardsbergen
1988
Parijs-Roubaix
Criterium Dilsen
1989
Criterium Dentergem
1990
Omloop der Vlaamse Ardennen-Ichtegem
1991
Criterium van Roeselare
1994
Oostakker
Kortrijk Koerse
1995
Kortrijk Koerse

### Resultaten in voornaamste wedstrijden
| Jaar | Ronde van Italië | Ronde van Frankrijk | Ronde van Spanje |
| ---- | ---------------- | ------------------- | ---------------- |
| 1982 |                  |                     |                  |
| 1985 |                  | opgave              |                  |
| 1986 |                  |                     | opgave           |
| 1987 |                  |                     |                  |
| 1988 |                  | 149e                |                  |
| 1989 |                  |                     |                  |
| 1990 |                  |                     |                  |
| 1991 |                  |                     |                  |
| 1992 |                  |                     |                  |

| Jaar | Milaan-San Remo | Gent-Wevelgem | Ronde van Vlaanderen | Parijs-Roubaix | Kuurne-Brussel-Kuurne |  | Wereldranglijsten |
| ---- | --------------- | ------------- | -------------------- | -------------- | --------------------- |  | ----------------- |
| 1982 |                 |               |                      |                | 7e                    |  |                   |
| 1985 |                 |               |                      |                | 10e                   |  |                   |
| 1986 |                 |               |                      | 39e            | Brons                 |  |                   |
| 1987 |                 |               |                      |                | Brons                 |  |                   |
| 1988 |                 | 28e           |                      | ↑              |                       |  | 27e (UWB)         |
| 1989 |                 | 70e           |                      |                |                       |  |                   |
| 1990 |                 | 84e           | 106e                 |                | 6e                    |  |                   |
| 1991 | 105e            | 103e          | 71e                  | 69e            |                       |  |                   |
| 1992 | 195e            |               | 121e                 |                |                       |  |                   |